# Cyanotis longifolia
Cyanotis longifolia är en himmelsblomsväxtart som beskrevs av George Bentham. Cyanotis longifolia ingår i släktet Cyanotis och familjen himmelsblomsväxter.

## Underarter
Arten delas in i följande underarter:
- C. l. gracilis
- C. l. longifolia
- C. l. rupicola